# Плоское (Руднянский район)
Плоское — деревня в Руднянском районе Смоленской области России. Входит в состав Смолиговского сельского поселения. Население — 141 житель (2007 год). 
Расположена в западной части области в 11 км к юго-востоку от Рудни, в 0,5 км южнее автодороги А141 Орёл — Витебск. В 0,5 км южнее деревни расположена железнодорожная станция Плоская на линии Смоленск — Витебск. 

## История
В годы Великой Отечественной войны деревня была оккупирована гитлеровскими войсками в июле 1941 года, освобождена в октябре 1943 года.